# 花崗岩城鎮區 (伊利諾伊州麥迪遜縣)
花崗岩城鎮區（英語：Granite City Township）是位於美國伊利諾伊州麥迪遜縣的一個行政鎮區。

## 地方資料
根據2010年美國人口普查的數據，花崗岩城鎮區的面積為29.60平方千米，當中陸地面積為27.50平方千米，而水域面積為2.10平方千米。當地共有人口26325人，而人口密度為每平方千米889.36人。